# Rybníky Ożarów
Rybníky Ożarów, polsky Stawy Ożarów, jsou rybníky ve vesnici Ożarów ve gmině Mokrsko v okrese Wieluń v Lodžském vojvodství v Polsku. Zdrojem jejich vody je řeka Ożarka (přítok řeky Prosna z povodí řeky Warta). Geograficky se místo nachází na severním konci mezoregionu Obniżenie Krzepickie, které je součástí geografického regionu Wyżyna Woźnicko-Wieluńska. Rybníky a jejich okolí jsou místními nazývány Ożarowskie morskie oko (Ožarowské mořské oko). Tuto lesní klidovou oblast velkého množství rostlinných a živočišných druhů spravuje Nadleśnictwo Wieluń. Občasně se zde vyskytují také rybářské soutěže.

## Další informace
Kolem rybníků vede cyklostezka Szlak Rowerowy Zielony EWI 4.

## Galerie

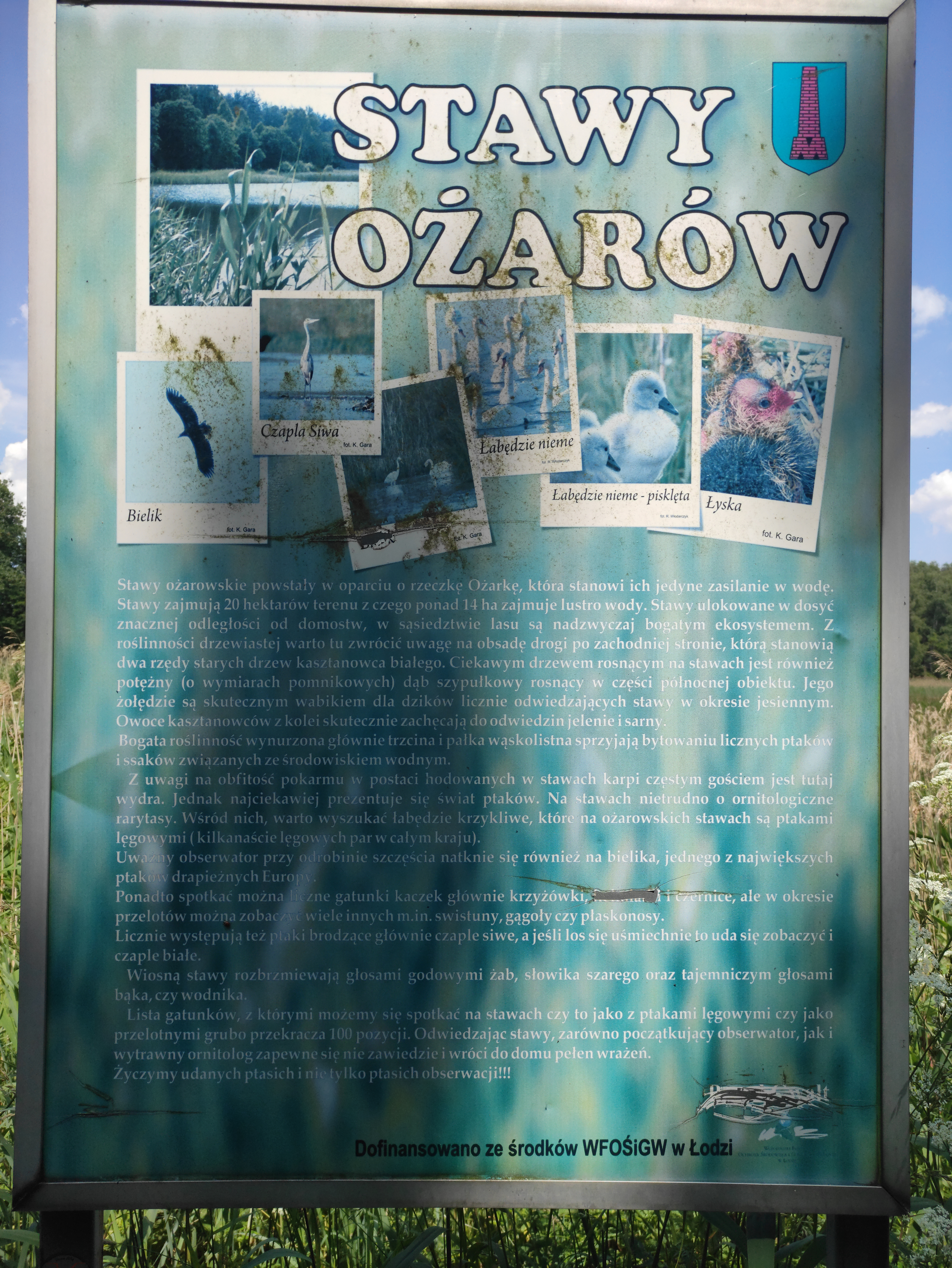
Informační panel u rybníků